# Monaster Gradište
Monaster Gradište – męski klasztor prawosławny w Czarnogórze, w rejonie Riwiery Barskiej.
Monaster został założony przed 1305 (z tego roku pochodzi pierwsza pisemna informacja na jego temat). Jego kompleks składa się z trzech budynków cerkwi oraz obiektu mieszkalnego. Główna cerkiew nosi wezwanie św. Mikołaja; czas jej powstania nie został jednoznacznie ustalony (oficjalna witryna Metropolii Czarnogóry i Przymorza podaje datę 1196). Wyposażenie i dekoracja wnętrza (freski mnicha Strahinji) z ikonostasem pochodzą z XVIII stulecia. W 1500 powstała cerkiew św. Sawy, zaś w 1620 najmłodsza, Zaśnięcia Matki Bożej, w której mnich Strahinja wykonał cykl malowideł ukazujących członków dynastii Nemaniczów.
Według danych Metropolii Czarnogóry i Przymorza w 2010 monaster zamieszkiwał jeden mnich.